# Die Rückkehr der Untoten
Die Rückkehr der Untoten (Originaltitel: Night of the Living Dead) ist ein Horrorfilm von Tom Savini aus dem Jahr 1990. Er basiert auf dem gleichnamigen Film von George A. Romero aus dem Jahr 1968, der in Deutschland unter dem Titel Die Nacht der lebenden Toten erschienen ist. Die deutsche Erstaufführung (einer leicht gekürzten Fassung) erfolgte am 21. Februar 1991 unter dem Titel Night of the Living Dead.

## Handlung
Untote greifen auf einem Friedhof Barbara und ihren Bruder Johnnie an. Als ihr die Flucht in ein Farmhaus gelingt, trifft sie dort zuerst auf Ben, und dann noch auf fünf weitere Personen, die sich im Keller verstecken. Statt gemeinsam ums Überleben zu kämpfen, streiten sie sich, was ihre Überlebenschance nicht gerade erhöht. Ben, der anfänglich noch den Anführer spielte, verfällt dem Egoismus von Harry, der durch vorangegangene sinnlose Aktionen der Gruppe mehr geschadet als geholfen hat, und wird zum Zombie. Währenddessen gelingt es Barbara, zu einer Truppe Rednecks, die die Zombies jagen, zu gelangen. Sie tötet Harry, als sie sieht, was mit Ben geschehen ist. Nachdem die Zombies vertrieben sind, ist sie am Ende die einzige Überlebende der Farm.
Der Handlungsverlauf ist größtenteils identisch mit dem Original Die Nacht der lebenden Toten. Allerdings unterscheidet sich das Ende des Films grundlegend. Barbara ist im Vergleich zum Original, wo sie eine von den Ereignissen völlig überforderte und traumatisierte Frau darstellt, eine starke Person, die schließlich als Einzige der Gruppe überlebt.

## Produktion
Der Film war der Debütfilm für Tom Savini. Für die Dreharbeiten stand ein Budget von 4,2 Millionen Dollar zur Verfügung. Die Drehorte waren East Buffalo in Pennsylvania, wo das Farmhaus steht, und Pittsburgh in Pennsylvania, wo die restlichen Szenen gedreht wurden. George A. Romero hat selbst an der Überarbeitung des Originaldrehbuchs für diese Neuverfilmung seines Freundes Savini mitgearbeitet. Romero war jedoch nicht sonderlich von dem fertigen Film begeistert und verweigerte jegliche Kooperation bei der Vermarktung.

## Kritiken
„Remake des zum Kultfilm avancierten Horrorfilms ‚Die Nacht der lebenden Toten‘, das zwar die Grenze zur Ekelschwelle überschreitet, durch seine Aussage von der Bestie im Menschen jedoch bedenkenswerte Ansätze enthält.“

## Trivia
- Das Namensschild auf dem Haus zeigt „M. Celeste“. Der Kommentar von Tom Savini auf der DVD ist, dass dies ein direkter Hinweis auf die Mary Celeste ist, ein Schiff, das treibend auf dem Meer ohne Passagiere und Mannschaft entdeckt wurde.

- Bill „Chilly Billy“ Cardille spielt sowohl im Original als auch in der Neuverfilmung mit.

- Die Szene, in der Barbara einen Zombie in die Brust und dann schließlich in den Kopf schießt, war ursprünglich nicht so vorgesehen. Stattdessen sollte an dieser Stelle ein schrecklicher weiblicher Zombie erscheinen, in dem Barbara ihre Mutter wiedererkennt. Alle Mitglieder der Gruppe sollten sie bitten, ihn zu erschießen. Die Mutter würde Barbara anschauen und fragen „Wo ist Johnny, Barbara?“. Dann würde sie sich wieder in den schrecklichen weiblichen Zombie verwandeln, auf den Barbara schließlich schießen würde.

- Der Zombie Mac Gruder war ein Mann, den Regisseur Tom Savini in einem Imbiss gesehen hatte und ihm erzählte, dass er einen tollen Zombie abgeben würde; der Mann war damit einverstanden. Daraufhin erschien er bei allen Premieren als Zombie.

- Der Autopsie-Zombie am Anfang des Films war nicht im ursprünglichen Drehbuch enthalten, dieser wurde von Tom Savini hinzugefügt.

- Das Auto, das Johnny am Anfang des Films fährt, gehörte Tom Savini. Nach Aussagen des Regisseurs war es das erste Auto, das er sich kaufte, nachdem er erfolgreich war. Er war sehr traurig, als es während der Dreharbeiten zu Schrott gefahren wurde.

- Die Szene am Ende des Films, in der einige Zombies gelyncht wurden, war zwar im Drehbuch des 1968er Films, wurde jedoch wegen der rassistischen Spannungen, die zu der Zeit in den Vereinigten Staaten auftraten, geschnitten.

- Der Regisseur Tom Savini kennt Patricia Tallman, seit sie zusammen aufs College gegangen sind. Aufgrund ihrer willensstarken Einstellung entschied er sich, sie zu casten.

- Wie es Tradition bei den meisten Zombiefilmen ist, wird das Wort Zombie nicht ein einziges Mal benutzt, um die Lebenden Toten zu beschreiben.

- Wie im Original gibt es eine nackte Zombie-Frau, die in Richtung Haus geht. Ebenso wie im Original wird diese sowohl von der Seite als auch von hinten komplett nackt gezeigt.

## Versionen
Um eine NC-17-Freigabe in den Vereinigten Staaten zu vermeiden, mussten einige Szenen herausgeschnitten werden. Trotzdem wurde der Film beim Erscheinen in Deutschland indiziert. Es gab deutsche Versionen offiziell nur auf VHS und Laserdisc. Die Indizierung des Films wurde im Juni 2020 wieder aufgehoben, eine Neuprüfung durch die FSK im Juni 2021 ergab eine Altersfreigabe ab 18 Jahren für die ungeschnittene Fassung. Seitdem ist der Film auf DVD und Blu-ray im Vertrieb von Sony erhältlich.

## Beschlagnahmung gemäß § 131 StGB
Laut Beschlagnahmebeschluss gemäß § 131 StGB vom 27. April 2007 vom Amtsgericht Tiergarten ist Die Rückkehr der Untoten beschlagnahmt worden. Der Verkauf bzw. Weiterverkauf war somit in Deutschland nicht mehr gestattet. Die Beschlagnahmung wurde im Februar 2020 aufgehoben.